# Proconsul nyanzae

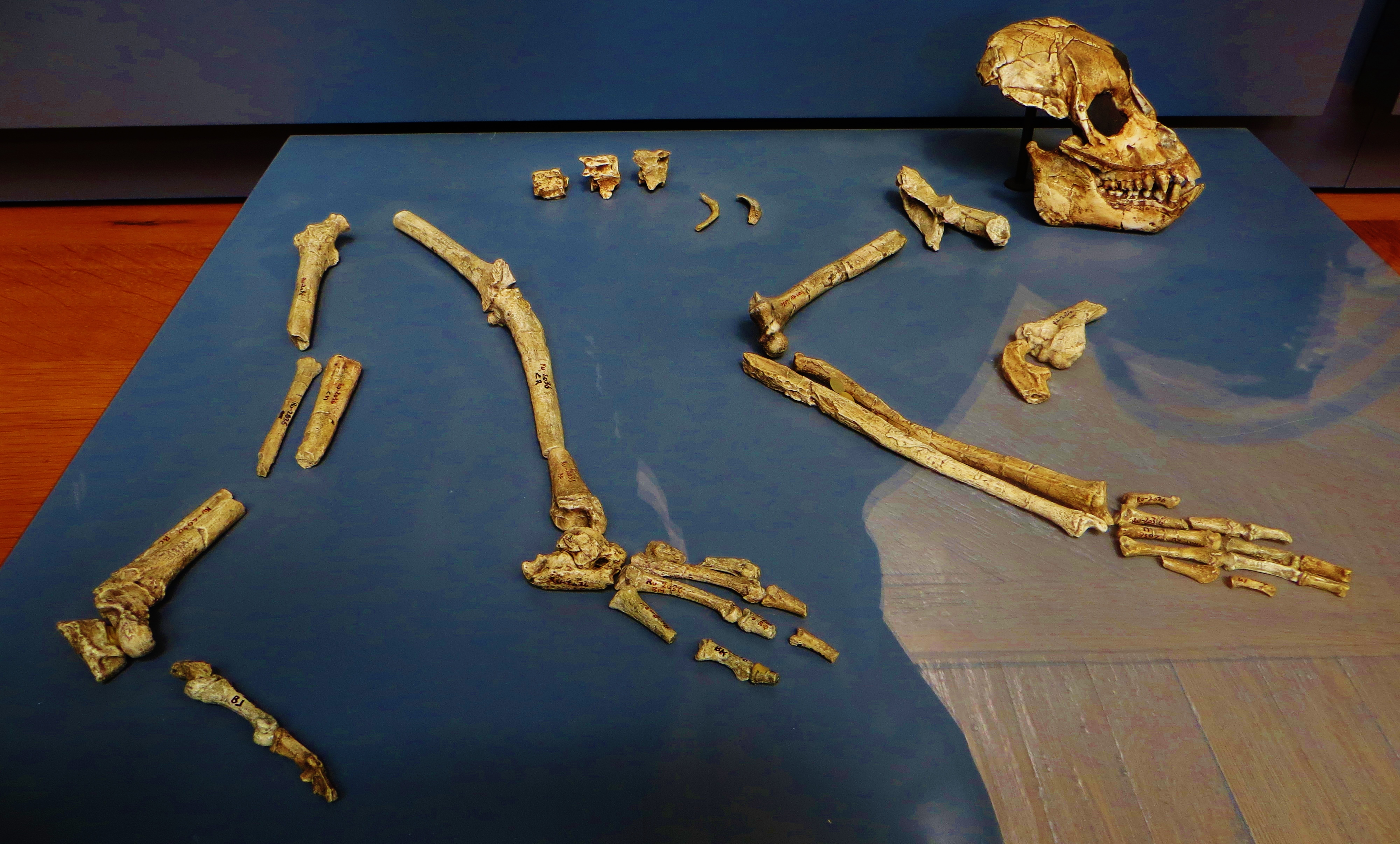
Réplica de fósiles de Proconsul nyanzae.

Proconsul nyanzae es una especie extinta de primate catarrino perteneciente a la familia Proconsulidae descubrierta por Louis Leakey en la Isla Rusinga en 1942, y publicado en Nature en 1943. Una publicación conjunta de Wilfrid Le Gros Clark y Louis Leakey en 1951, "The Miocene Hominoidea of East Africa", define por primera vez al Proconsul nyanzae. En 1965, Simons y Pilbeam reemplazaron a Proconsul por Dryopithecus, utilizando los mismos nombres de la especie.
En 1967, Louis definió a Kenyapithecus africanus en siete fósiles de Isla Rusinga. Lo vio como un antepasado del Kenyapithecus wickeri y también del hombre, fechado en 20 millones de años en el Mioceno medio. Otro fósil encontrado por Van Couverings en Rusinga en 1967 parecía confirmar al P. africanus. En 1969, Simons y Pilbeam renombraron el Kenyapithecus africanus a Dryopithecus nyanzae. En 1978 el género fue retirado de la subfamilia Dryopithecinae y se volvió a la denominación de Proconsul. En ese año Andrews trasladó el Sivapithecus africanus de Clark y Leakey de 1951 en Proconsul nyanzae.
Recientes descubrimientos de Ward et al. en 1999 reclasificaron al Kenyapithecus africanus y al Equatorius africanus por separado, lo que lo mueve a la subfamilia Afropithecinae con el Afropithecus turkanensis . Como Proconsul, el Kenyapithecus no puede estar en el mismo clado que los grandes simios, pero al igual que el Equatorius, puede serlo.

## Morfología
El P. nyanzae tenía una fórmula dental de 2:1:2:3 tanto en el maxilar superior como el inferior. Los premolares superiores del P. nyanzae eran grandes. Esta especie tenía un esmalte relativamente grueso en los molares. La mandíbula de esta especie era relativamente robusta. P. nyanzae tendría una masa corporal promedio de alrededor de 30 kilos.

## Distribución
Proconsul nyanzae vivió en el continente de África y los fósiles fueron encontrados en áreas que sugieren que vivía en un lugar seco, en un medio ambiente de bosque abierto.